# めぐまりこ
めぐまりこ（1968年10月18日 - ）は、日本のタレント、ダンサー、ものまね芸人、女優。本名：田岡 真里子（たおか まりこ）。和歌山県東牟婁郡串本町西向出身。吉本興業所属。2009年9月に改名する以前の芸名は「メグマリコ」。芸名はファンであったメグ・ライアンに由来し、Mr.ボールドに命名された。

## 来歴・人物
母が和歌山県串本町西向出身、父が三重県熊野市出身、5歳まで和歌山県串本町西向で暮らし小学校から大阪府富田林市に移った。高校生の時に「ヤングおー!おー!」のダンサーオーディション合格を切っ掛けにダンサーに憧れる。
1991年に吉本興業入りし、マジシャンであるMr.マサヒロのアシスタントとなるものの数年でアシスタントを降ろされる。その後、吉本の劇場に出演の傍ら、タレント・リポーターとして活動。舞台では、松田聖子の物真似を取り入れた内容を展開した。「吉本の聖子ちゃん」と呼ばれ、ものまねタレントとしても活動。
2000年に若井小づえの物真似をきっかけに、小づえの相方だった若井みどりとのコンビ「新小づえ・みどり」を結成。後に「若井みどり・メグマリコ」となる。
2007年に同コンビ解消後、シルク、こっこを入れたトリオ漫才「三女美」を結成。肌を露出したセクシーファッションと、ダンスを取り入れたネタで舞台に立つ。年に一回イベント「三女美祭り」を開催している。
MBS昼ドラマ「車いすの金メダル」、NHKドラマ「木綿のハンカチ2〜ライトウインズ物語」などのドラマ出演後、2008年、萩原芳樹の脚本・演出による「女芸人らん子のブルース」、「女芸人らん子のブルース2」、「女芸人らん子のブルース完結編」で主演を務める。
2009年、京橋花月にて「お茶子のブルース」で一か月座長公演を務め、また落語家の笑福亭福笑の独演会で、古典落語「動物園」をベースとした自作の創作落語「メス動物園」を披露。同年9月、カタカナだと「メ」が「×」に見え、縁起が悪いためにひらがな表記の「めぐまりこ」に改名（改命名は落語家の桂米團治）。2010年、ABCホールにて「キャバレー哀歌］主演など、喜劇女優として活動。
2011年、一人芝居「めぐまりこの珍女物語」、「江利チエミ一代記」（歌・かぐや）を上演。
2012年、落語家の桂あやめ、女道楽師の内海英華、浪曲師の春野恵子ら、上方女芸人と共に「女芸人キャバレーナイト」を結成。同年1月より、毎月最終月曜日にステージショーを公演。
2013年6月、テイジンホールにて、芝居「愛し君へ」の、原作・脚本・演出を務める。また京セラドーム大阪で開催されたオリックス・バファローズ対広島東洋カープ戦にて、国家独唱を務めた。
2014年9月、NON STYLE石田明との二人芝居「別れてもシェキな人〜ニガイナミダを忘れ編」を公演。脚本・演出は東野ひろあき、劇中歌音楽は大西ユカリ with 仁義なき小林バンド。同公演は2015年3月にも、あべのハルカス近鉄アート館にて再演された。
2015年4月、桂あやめ（アコーディオン）・内海英華（三味線）と三人で音曲漫才トリオ「オジョウサンズ」を結成（めぐまりこはウクレレ担当）。天満天神繁昌亭にて「オジョウサンズ独演会」を開催。
宝塚ファンの落語家による宝塚なりきり劇団「花詩歌タカラヅカ」に参加する時の芸名は「富田林マリ」。

## ものまねレパートリー
- 松田聖子
- 若井小づえ
- 桂銀淑
- 松任谷由実
- 上沼恵美子
- 宮川花子
- 中森明菜
- 由美かおる
- 小泉今日子
- 浅野温子
- マドンナ
- 安田姉妹（こっことコンビにて）

他

## 出演番組
- ものまねバトル（日本テレビ）
- ラジオよしもと むっちゃ元気!（ラジオ大阪）不定期出演
- 吉本陸上競技会（毎日放送）
- あらびき団 （TBS）三女美として
- よしもとモノマネグランプリ2010（毎日放送）
- 週刊えみいSHOW(読売テレビ)
- 車椅子の金メダル(毎日放送)
- ドラマ小説木綿のハンカチII(NHK)
- 大阪暮らし春らんまん(毎日放送)